# Peking-Mausohr
Das Peking-Mausohr (Myotis pequinius) ist eine Art der Mausohren (Myotis) innerhalb der Fledermäuse (Chiroptera). Sie ist in Teilen des östlichen Chinas verbreitet.

## Merkmale
Das Peking-Mausohr erreicht eine Kopf-Rumpf-Länge von etwa 62 Millimetern und eine Schwanzlänge von 42 Millimetern. Der Unterarm hat eine Länge von 48 bis 50 Millimetern, die Hinterfüße messen etwa 12 Millimeter. Es handelt sich entsprechend um eine vergleichsweise große Art der Gattung. Das Rückenfell ist kurz und seidig sowie grau-braun gefärbt, die Bauchseite ist weißlich. Die Flughaut setzt am Knöchel der Füße an. Der Außenrand der Schwanzflughaut (Uropatagium) ist haarlos oder nur sehr spärlich behaart, der Schwanz ist etwas kürzer als die Kopf-Rumpf-Länge. Die Ohren sind lang, reichen nach vorn gelegt allerdings nicht über die Schnauzenspitze hinaus. Der Tragus ist vergleichsweise kurz und etwa halb so lang wie das Ohr. Die Hinterfußlänge ist länger als die halbe Tibialänge.
Die Zahnreihe hat eine Länge von 14,5 Millimeter, die Breite des Schädels beträgt etwa 12,2 Millimeter. Das Rostrum ist kurz und nach oben gebogen, die Stirn ist niedrig und flach. Die Zähne weisen einige artspezifische Merkmale auf, die kleinen Prämolaren des Oberkiefers sind sehr klein ausgebildet und liegen in der Zahnreihe, sie können auch fehlen.

## Verbreitung

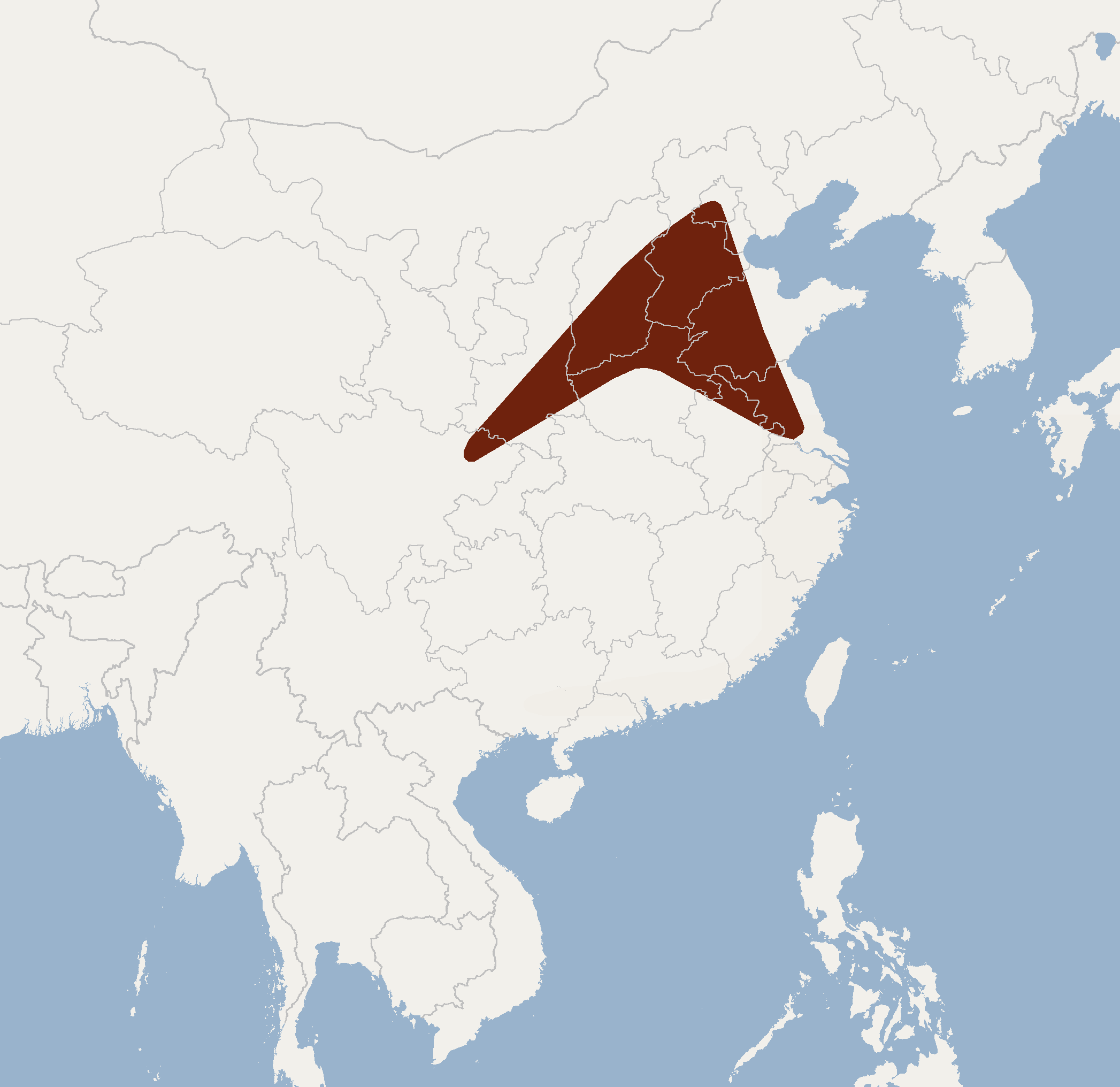
Verbreitungsgebiet des Peking-Mausohrs

Das Peking-Mausohr kommt in Teilen der östlichen Volksrepublik China in Hebei, Beijing, Shandong, Sichuan, Henan und Jiangsu vor. Zudem soll sie auch in Shaanxi und Anhui vorkommen.

## Lebensweise
Die Art ist nur durch wenige Exemplare bekannt und über die Lebensweise liegen nur wenige Informationen vor. Der Typus und eine weitere Fledermaus wurden in Höhlen gefangen, wo sie gemeinsam mit der Langflügelfledermaus (Miniopterus schreibersi) lebten, die Art wird entsprechend als höhlenlebend eingestuft. Darüber hinaus wurden Ruheplätze in Gebäuden nachgewiesen. Abgeleitet von der Flügelform und den Rufen geht man davon aus, dass die Art in strukturreichen Habitaten jagt, wahrscheinlich vor allem in Wäldern. Die Nahrungszusammensetzung besteht laut Kotproben zu 80 % aus Käfern, hinzu kommen andere Insekten wie Wanzen, Schmetterlinge und Dipteren.

## Systematik
Das Peking-Mausohr wird als eigenständige Art den Mausohren (Gattung Myotis) zugeordnet, zu der mehr als 100 Arten gehören. Die wissenschaftliche Erstbeschreibung stammt von dem britischen Zoologen Oldfield Thomas aus dem Jahr 1908, der sie anhand von Exemplaren aus Hebei etwa 50 Kilometer westlich von Peking beschrieb. Sie wird innerhalb der Mausohren der Untergattung Myotis zugeordnet, teilweise wurde sie auch in die Leuconoe eingeordnet oder in die nähere Verwandtschaft der Fransenfledermaus (Myotis nattereri) gestellt.
Innerhalb der Art werden keine Unterarten unterschieden.

## Gefährdung und Schutz
Die Art wird von der International Union for Conservation of Nature and Natural Resources (IUCN) als nicht gefährdet („least concern“) eingestuft. Begründet wird diese Zuordnung durch das große Verbreitungsgebiet von mehr als 20,000 km² sowie die angenommen großen Bestände. Bestandsgefährdende Bedrohungen für die Art sind nicht bekannt. Wahrscheinlich ist die Art zu einem gewissen Grad anpassungsfähig an veränderte und gestörte Habitate, da sie auch in Gebäuden ruht.

## Belege
1. 1 2 3 4 5 6  Don E. Wilson Peking Myotis. In: Andrew T. Smith, Yan Xie: A Guide to the Mammals of China. Princeton University Press, 2008; S. 379, ISBN 978-0-691-09984-2.
2. 1 2 3 4 5  Myotis pequinius in der Roten Liste gefährdeter Arten der IUCN 2016.2. Eingestellt von: A.T. Smith, C.H. Johnston, G. Jones, S. Rossiter, 2008. Abgerufen am 23. November 2016.
3. 1 2  G. Jones, S. Parsons, S.Y. Zhang, B. Stadelmann, P. Benda, M. Ruedi: Echolocation calls, wing shape, diet and phylogenetic diagnosis of the endemic Chinese bat Myotis pequinius. Acta Chiropterologica 8(2), 2006: 451-463. (Volltext (Memento des Originals vom 8. April 2017 im Internet Archive)  Info: Der Archivlink wurde automatisch eingesetzt und noch nicht geprüft. Bitte prüfe Original- und Archivlink gemäß Anleitung und entferne dann diesen Hinweis.)
4. 1 2  Don E. Wilson & DeeAnn M. Reeder (Hrsg.): Myotis pequinius in Mammal Species of the World. A Taxonomic and Geographic Reference (3rd ed), 2005